# Johann Ernst Friedrich Danz
Johann Ernst Friedrich Danz (* 17. Januar 1759 in Gedern; † 2. Januar 1838 in Frankfurt am Main) war Richter und Politiker in Frankfurt.

## Leben
Danz war der Sohn des gräflisch-stolbergischen Regierungsrates und Kanzleidirektors Friedrich Georg Danz († 1781) in Gedern.
Danz studierte Rechtswissenschaften und schloss das Studium mit der Promotion zum Dr. jur. ab. Er war von 1785 bis 1792 fürstlich-wiedischer Regierungsrat in Neuwied und später einige Zeit als Privatier in Gießen ansässig. Ab 1793 war er Kanzleirat und Syndikus im Dienste der Reichsstadt Frankfurt. Bis 1806 arbeitete er für die Kriegsdeputation. 1806 bis 1813 war er Appellationsgerichtsrat im Schöffen-Appellationsgericht Frankfurt (siehe hierzu Gerichtsorganisation im Großherzogtum Frankfurt). 
1814 wurde er Syndikus und stieg als Schöff in den Senat der Freien Stadt Frankfurt auf. 1814/15 vertrat er die Freie Stadt Frankfurt auf dem Wiener Kongress, wo er die Bundesakte mitunterzeichnete. Er nahm in den Verfassungsdiskussionen um die Konstitutionsergänzungsakte konservative Positionen ein und war Gegner der Böhmerschen Politik in den Fragen der Säkularisation. 1816 bis 1833 war er Bundestagsgesandter der Freien Stadt Frankfurt. 1834 wurde er Gerichtsschulheiß also Präsident des Appellationsgerichts Frankfurt am Main.
Er ist Autor juristischen Fachschriften. Er schrieb: Die Oberherrschaft über den Rhein und die Freyheit der Rhein-Schiffahrt nach Grundsätzen des teutschen Staatsrechts betrachtet, 1792 und bald darauf: Ueber Familiengesetze des deutschen hohen Adels, welche standesmäßige Vermählungen untersagen, 1792.